# Prea târziu
Prea târziu è un film del 1996 diretto da Lucian Pintilie.